# Ré főpapja
Ré főpapja Ré ókori egyiptomi napisten papságának legmagasabb rangú papja volt. Az isten kultuszközpontja az alsó-egyiptomi Héliopolisz (egyiptomi nyelven Junu) városában volt. A főpap címe egyiptomi nyelven wr m3.w, azaz „a látók legnagyobbika” volt.
Ré főpapjai nem olyan jól dokumentáltak, mint Ámon főpapjai vagy Ptah főpapjai, de azért jó néhányuk neve ismert.
| Főpap                | Dinasztia        | Fáraó         | Megjegyzés                                                             |
| -------------------- | ---------------- | ------------- | ---------------------------------------------------------------------- |
| Imhotep              | III. dinasztia   | Dzsószer      |                                                                        |
| Rahotep              | IV. dinasztia    | ?             | Sznofru fia                                                            |
| Nubkauré-anh         | ?                | ?             | középbirodalmi, egy áldozati asztalról és egy feliratról ismert a neve |
| Hakauréemhat         | ?                | ?             | középbirodalmi, egy lahúni papiruszról ismert                          |
| Maaheruréemhat       | ?                | ?             | középbirodalmi, egy pecsétről ismert                                   |
| Ré                   | ?                | ?             | középbirodalmi, egy pecsétről ismert                                   |
| Hentihotep Ijemiatib | ?                | ?             | középbirodalmi, egy pecsétről ismert                                   |
| Juefszenef           | ?                | ?             | középbirodalmi, egy pecsétről ismert                                   |
| Jahmesz              | XVIII. dinasztia | IV. Thotmesz  | II. Amenhotep fia                                                      |
| Pawah                | XVIII. dinasztia | Ehnaton       |                                                                        |
| Bek                  | XIX. dinasztia   | ?             | királyi kocsihajtó, később Ré főpapja                                  |
| Amenemopet           | XIX. dinasztia   | II. Ramszesz  | Ámon főpapja, Parennefer fia                                           |
| Meriatum             | XIX. dinasztia   | II. Ramszesz  | II. Ramszesz és Nofertari fia                                          |
| Paréhotep            | XIX. dinasztia   | II. Ramszesz  | vezír, Ptah és Ré főpapja                                              |
| Meriatum             | XX. dinasztia    | III. Ramszesz | III. Ramszesz fia                                                      |
| Nebmaatré            | XX. dinasztia    | IX. Ramszesz  | valószínűleg IX. Ramszesz fia                                          |

## A főpapok sírja

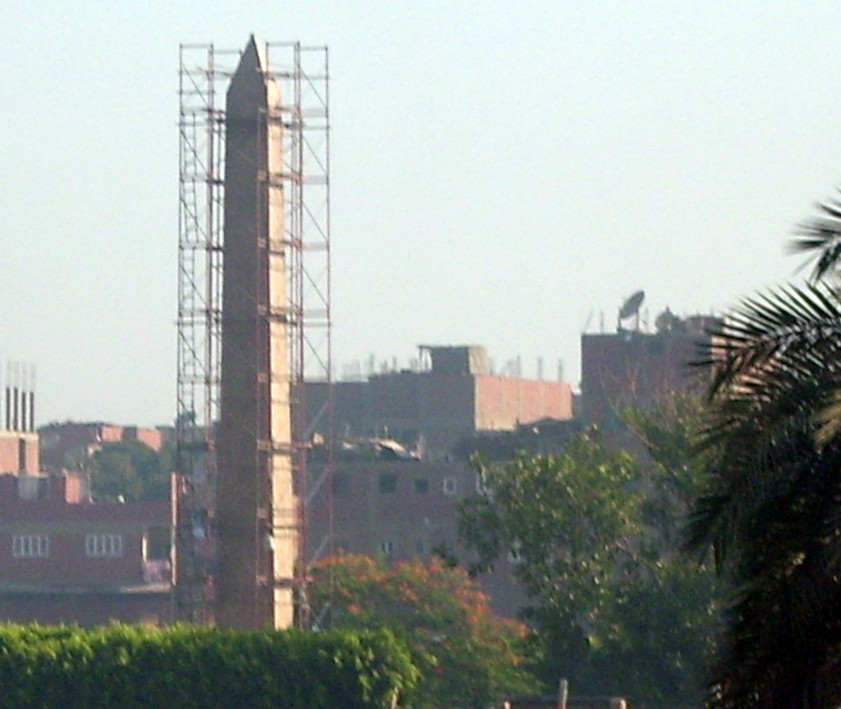
A Maszalla obeliszk Ré-Atum templománál, Matarijjában

Az ősi Héliopolisz területén lévő Al-Matarijja kairói városrész Al-Maszalla negyedében, a nagy Ré-Atum templom délkeleti sarkában megtalálták a VI. dinasztia idején élt Ré-főpapok sírját. A templom egyetlen megmaradt eleme egy obeliszk, melyet I. Szenuszert fáraó emeltetett.